# آخت‌مال
اکت‌مال (به هلندی: Achtmaal) در هلند است که در زوندرت واقع شده‌است.

## خصوصیات
اکت‌مال ۱٬۶۶۸ نفر جمعیت دارد.